# Allerheiligen im Mürztal
Allerheiligen im Mürztal  är en ort i kommunen Kindberg i distriktet Bruck-Mürzzuschlag i förbundslandet Steiermark i Österrike. 
Allerheiligen im Mürztal var tidigare en självständig kommun, men blev 1 januari 2015 en del av Kindberg. Kommunen bestod av sex orter (Ortschaften) (inom parentes invånarantal 1 januari 2024):
- Allerheiligen im Mürztal (0)
- Edelsdorf (300)
- Jasnitz (216)
- Leopersdorf (441)
- Sölsnitz (110)
- Wieden (469)